# Militärdoktrin
Eine Militärdoktrin ist in vielen Staaten die Bezeichnung für eine hochrangige militärische Richtlinie der Sicherheitspolitik. Sie stellt ein System der in einem Staat (einer Militärkoalition) für eine bestimmte Periode offiziell akzeptierten und verbindlichen prinzipiellen Ansichten dar, die den Charakter möglicher bewaffneter Konflikte sowie die Vorbereitung und Durchführung des bewaffneten äußeren Schutzes des Gemeinwesens beschreiben.
In der Militärdoktrin sind auf der Grundlage der Analyse der militärischen Gefahren und militärischen Bedrohungen für den Staat (für die Interessen der Verbündeten) die grundlegenden Ziele der Militärpolitik und der militär-ökonomischen Sicherstellung formuliert. Sie erfasst die Elemente der Landes- und Bündnisverteidigung aus sozial-politischer wie auch aus militärisch-technischer Sicht.
Die Grundelemente der Militärdoktrin können je nach Staatsform durch die entsprechenden Staatsgewalten für eine bestimmte Periode festgelegt werden. In einzelnen Staaten erhält die Militärdoktrin verfassungsrechtliche und legislative Verbindlichkeit für die Vorbereitung der Streitkräfte und anderen Organen der Landesverteidigung, der Bevölkerung und des gesamten Landes auf bewaffnete Konflikte erhalten.

## Begriffswandel und Abgrenzung
Der Begriff Doktrin in der Bedeutung ‚Lehrmeinung‘ wurde vor dem 16. Jahrhundert entlehnt aus lateinisch doctrina „Belehrung“, „Unterricht“, „Lehre“ (zu docere „lehren“, „unterrichten“). Das Adjektiv doktrinär kann, semantisch abwertend, das starre Festhalten an einer Lehrmeinung ausdrücken.
Doktrin bezeichnet ein System von Ansichten und Aussagen, oft mit dem Anspruch, allgemeine Gültigkeit zu besitzen.
In seiner religionsphilosophischen Schrift Die Religion innerhalb der Grenzen der bloßen Vernunft formulierte Immanuel Kant 1793 seinen Übergang von der Kritik zur Doktrin.
Im politischen Sprachgebrauch wird die Doktrin als politische Leitlinie der Regierung aufgefasst. Sie wird einseitig von dieser erklärt und stellt kein völkerrechtliches Dokument dar. Als Beispiele sind vor allem die außenpolitischen Doktrinen der US-amerikanischen Präsidenten und die auf der ideologischen Grundlage der Marxismus-Leninismus ausgearbeiteten Staatsdoktrinen in den ehemaligen realsozialistischen Staaten anzuführen.
Eine Doktrin zu den Grundfragen der staatlichen Militärpolitik erhält häufig die Bezeichnung Militärdoktrin. Die Bezeichnung gehört zu den Standardbegriffen in der Militärpolitik der (früheren) Sowjetunion und der Russischen Föderation. Bis Anfang der 1980er Jahre war damit „ein System von grundlegenden Anschauungen zu Fragen der Kriegsvorbereitung und Kriegsführung des jeweiligen Staates (Koalition) für einen bestimmten Zeitraum (eine Periode)“ definiert.
Sie enthält Aussagen, die für die Streitkräfte eines Landes insgesamt und/oder für eine bestimmte Anzahl oder einzelne Teilstreitkräfte zutreffen. Darüber hinaus kann sie Wirkungen in den verbündeten Ländern entfalten.
Daher wirkt eine Militärdoktrin meist als konstituierendes Dokument. Die Details für die Umsetzung in der (militär-)politischen Praxis auszuarbeiten, obliegt meist Nachfolgedokumenten oder der Kompetenz der Organen der Staatsmacht.
Die NATO definiert eine militärische Doktrin als diejenigen „Grundprinzipien, die das Handeln von Streitkräften anleiten, um ihre Ziele zu erreichen. [Trotz ihres maßgeblichen Charakters] bedürfen sie einer [durchdachten] Anwendung“.
Militärische Doktrinen wurden und werden im Laufe der historischen Entwicklung durch die Veränderungen im Militärwesen und in der Kriegsführung sowie in den (militär-)politischen Lagebedingungen angepasst.

## Typischer Inhalt von Militärdoktrinen
Generell behandeln Militärdoktrinen einige grundsätzliche Fragen der Militärpolitik eines Staates (Staatenbündnisses). Praxisorientierte Lösungen ergeben sich dann aus einer Fülle von Unter- und Folgedokumenten.
Zu den typischen Elementen in einer Militärdoktrin gehören:
- Allgemeine Bestimmungen: Definitionen, Rechtsgrundlagen, Verantwortlichkeiten, Geltungsbereich;
- Beurteilung der militärischen Gefahren und militärischen Bedrohungen;
- Ziele der nationalen Militärpolitik (Verteidigungspolitik) und Streitkräfteauftrag;
- Aufgaben zur Abschreckung und Verhinderung militärischer Konflikte;
- Aufgaben der nationalen Streitkräfte sowie der Teilstreitkräfte in Friedenszeit und in der Periode unmittelbar drohender Aggression;
- Einsatz der Streitkräfte zur Abwehr einer Aggression;
- Entwicklung der Militärorganisation des Staates (des Militärbündnisses);
- Ausstattung der Streitkräfte mit Bewaffnung, Militär- und Spezialtechnik;
- Sicherstellung der Streitkräfte mit materiellen Mitteln;
- Militärökonomische Entwicklungsrichtungen;
- Aufgaben der militärpolitischen und militärtechnischen Zusammenarbeit (national, international);
- Allgemeine Ausführungsbestimmungen.
- Ausrichtung der Verteidigungsforschung

## Beispiele sicherheitspolitischer Dokumente

### Sicherheitspolitische Dokumente in den USA

#### Beispiele für sicherheitspolitische Konzepte
- Joint Vision 2020
- Major Theater War
- Mutual assured destruction (MAD, Gleichgewicht des Schreckens)
- Network-Centric Warfare
- Weinberger-Powell-Doktrin

#### Nationale Strategie für die Verteidigungsindustrie (2022/23)
Ein praktisches Beispiel sicherheitspolitischer Dokumente stellt in den Vereinigten Staaten das Konzept ‘National Defense Industrial Strategy’ zur militärökonomischen Unterstützung der US-Streitkräfte dar.
Im US-Verteidigungsministerium (U.S. Department of Defense, DoD) ist im Oktober 2022 die erste „Nationale Strategie für die Verteidigungsindustrie“ der USA verabschiedet worden. Diese wurde nach Jahresfrist im November 2023 veröffentlicht. Kurz darauf wurde im Januar 2024 eine Erläuterung als kurzgefasstes „Merkblatt“ des DoD nachgereicht: Die Strategie lege dazu „vier langfristige strategische Prioritäten fest, die als Richtschnur für industrielle Maßnahmen und die Priorisierung von Ressourcen zur Unterstützung der Entwicklung des modernisierten Ökosystems der Verteidigungsindustrie dienen sollen“.

### Sicherheitspolitische Dokumente in Russland

#### Strategie der nationalen Sicherheit
In der Russischen Föderation (RF) wurde seit Anfang der 1990er Jahre eine Vielzahl Konzeptionen zur Außen- und Sicherheitspolitik ausgearbeitet, die in den wissenschaftlichen und politischen Fachgremien sowie in der Presse öffentlich diskutiert wurden. Ein die sicherheitspolitischen Bereiche zusammenführendes, staatliches strategisches Konzept ist in Russland wohl erst im Jahr 1996/97 entstanden.
Daneben wurden drei Dokumente Konzeption der Außenpolitik der Russischen Föderation veröffentlicht, erstmals im Juni 2000, danach im Juli 2008 sowie jüngst im Dezember 2016.
Die Strategie der nationalen Sicherheit der Russischen Föderation (2015) hatte auch die präzisierten militärdoktrinären Leitlinien (vom Dezember 2014) aufgenommen. Die deutschsprachigen Medien übernahmen damals im Wesentlichen nur die verkürzte Aussage einer britischen Nachrichtenagentur, dass Russland in dem neuen strategischen Dokument angeblich die USA, die NATO und die EU eine Bedrohung nenne. Die Strategie-2015 benennt keine Staaten an sich als Feind oder Bedrohung Russlands. Jedoch werden aus dem Handeln nichtstaatlicher und staatlicher Akteure neue Bedrohungen für die nationale Sicherheit abgeleitet.
Seit Juli 2021 bildet die Strategie der nationalen Sicherheit der Russischen Föderation (2021) den bisherigen Kulminationspunkt an Papieren, die wichtige langfristige nationale Interessen und strategische Prioritäten hinsichtlich der Sicherheit in der Innenpolitik, Wirtschafts- und Sozialpolitik sowie in der Außen- und Sicherheitspolitik zusammenfassen.

#### Militärdoktrinen in Russland
Auf dem Gebiet der Militärpolitik wurden folgende offizielle Dokumente herausgegeben:
- die Grundsätze der Militärdoktrin (Nov. 1993)[19] sowie
- die Militärdoktrin der Russischen Föderation in drei Fassungen: der Entwurf vom Oktober 1999, die Militärdoktrin mit Erlass vom April 2000[20] und eine weitere vom Februar 2010[21] sowie

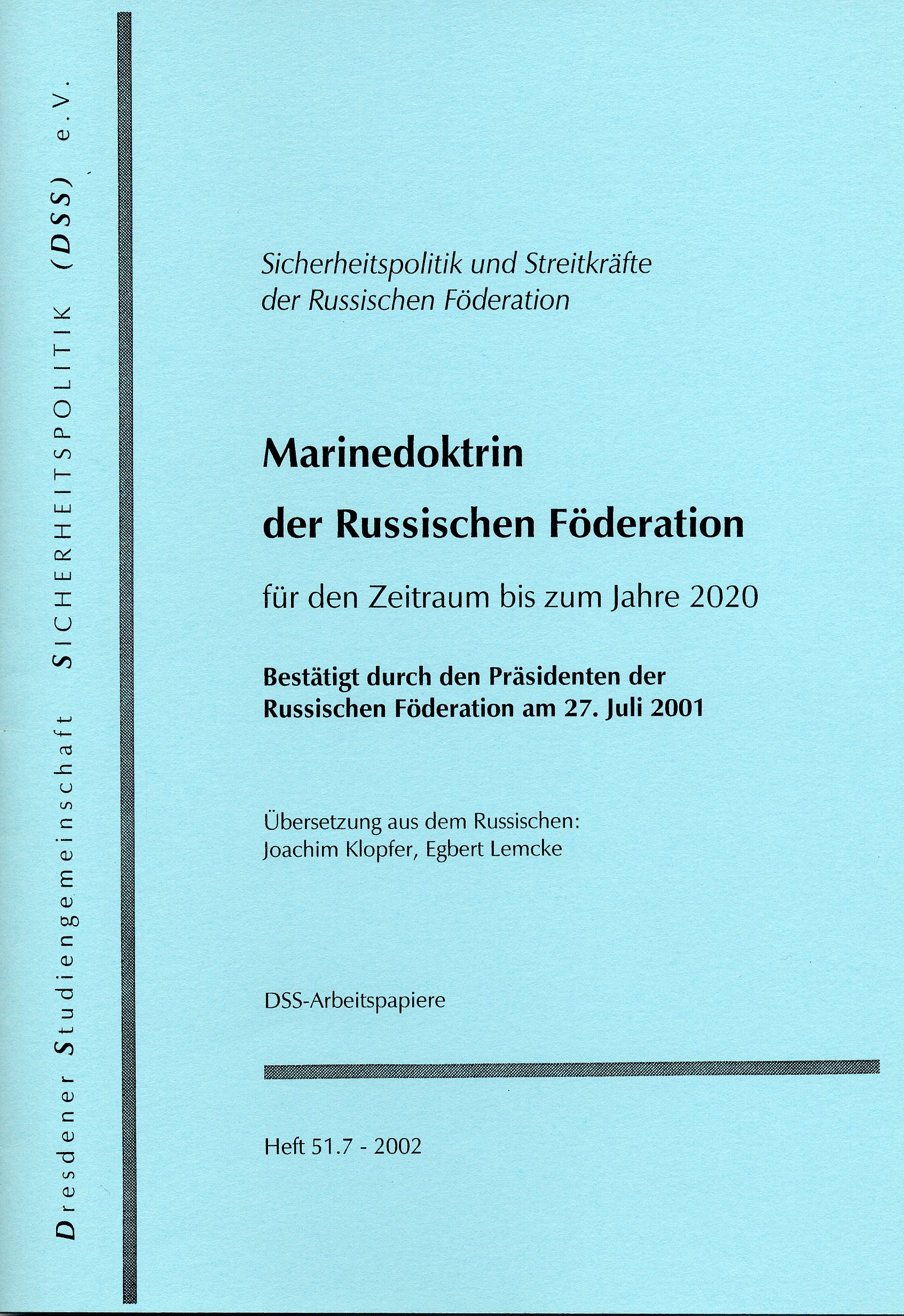
Marinedoktrin der RF, Heft 51.7, Drsd. 2002, DSS-Arbeitspapiere.
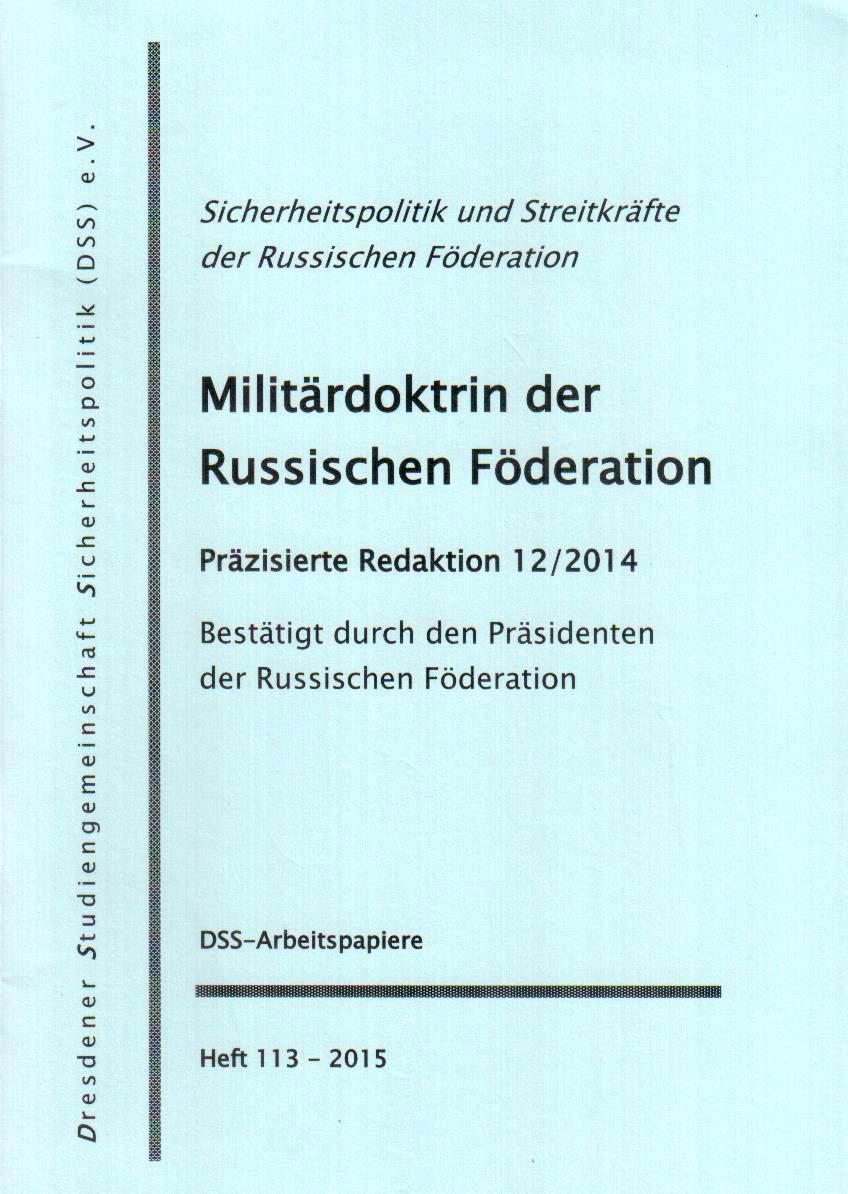
Militärdoktrin der RF, Heft 113, Drsd. 2015, DSS-Arbeitspapiere.
- Doktrin der RF 2020 zur nuklearen Abschreckung Diskussionspapiere Juni.

- die Marinedoktrin der Russischen Föderation[22] und
- die Militärdoktrin der Russischen Föderation. Präzisierte Redaktion Dezember 2014.[23]
- die Grundlagen der staatlichen Politik der RF auf dem Gebiet der nuklearen Abschreckung. Dieses strategische Planungsdokument ergänzte stets die jeweils geltende Militärdoktrin der RF; die wortgleichen Textpassagen aus der „Militärdoktrin der RF, Präzisierte Fassung“ (Dezember 2014) verweisen auf den Zusammenhang. Es gelangte unter der Bezeichnung ‘Grundlagen der Nukleardoktrin (2020)’ erstmals zur Veröffentlichung.[24]

Die im November 2024 veränderte Nukleardoktrin Russlands „Grundlagen der staatlichen Politik der Russischen Föderation auf dem Gebiet der nuklearen Abschreckung (2024)“ wurde offiziell in Kraft gesetzt durch den Präsidentenerlass Nr. 991 vom 19. November 2024, mit dem zugleich das bisher geltende Doktrin-Dokument (Präsidentenerlass Nr. 355 vom 2. Juni 2020) für ungültig erklärt wurde.
Der Militärdoktrin (12/2014) und dem Zerbrechen der Rüstungskontrollarchitektur folgte – international wie auch in russischen Medien und Zentren der strategischen Forschung – eine heftige Debatte von Experten und Politikwissenschaftlern über Veränderungen in der globalen und regionalen strategischen Stabilität.
Schon vor Veröffentlichung des Grundlagendokuments 2020 warnten Experten immer wieder davor, dass mit militärtechnologischen Entwicklungen die Unterscheidbarkeit von konventionellen (nichtnuklearen) und nuklearen Waffen aufgehoben würde. Der Diskurs zur nuklearen Abschreckungsstrategien wurde durch Aussagen aus dem Generalstab Russlands weiter belebt und hält weiter an.

### Militärdoktrin des Unionsstaates Russland–Belarus
Die Militärdoktrin des Unionsstaates (2021) wurde am 4. November 2021 auf einer Sitzung des Obersten Staatsrates des Unionsstaates Russland–Belarus gebilligt. Sie ist Bestandteil der Vereinbarungen über die „Wichtigsten Richtungen der Umsetzung der Punkte des Vertrages über die Schaffung des Unionsstaates 2021–2023“, neben 28 Ressortprogrammen des Unionsstaates. Die Doktrin geht zurück auf die „Sicherheitskonzeption der Union von Belarus und Russland“ vom 28. April 1999, die Militärdoktrin des Unionsstaates vom 26. Dezember 2001 sowie auf die Bestimmungen der Charta der Organisation des Vertrags über kollektive Sicherheit vom 2. Oktober 2002.
Die Militärdoktrin des Unionsstaates (2021) soll alle Fragen für ein optimales Funktionieren der „Regionalen Gruppierung der Truppen (Kräfte) der Republik Belarus und der Russischen Föderation“ [RGT(K)] sowie der Abstimmung der Partner auf Mobilmachungsvorbereitungen in der Wirtschaft regeln. Angesichts der 2023 bekanntgemachten Stationierung von Nuklearwaffen auf dem Territorium von Belarus ist eine knappe Festlegung aus der Militärdoktrin bedeutsam: „Die Nuklearwaffen der Russischen Föderation werden ein wichtiger Faktor bleiben, um den Ausbruch nuklearer militärischer Konflikte und militärischer Konflikte unter Einsatz konventioneller Waffen zu verhindern.“